# Ommatobotys ommatalis
Ommatobotys ommatalis is een vlinder van de familie van de grasmotten (Crambidae), uit de onderfamilie van de Spilomelinae. De wetenschappelijke naam van deze soort is voor het eerst voorgesteld als Nacoleia ommatalis door George Francis Hampson in een publicatie uit 1912.
De soort komt voor in Kenia en Zuid-Afrika.